# Sergej Elevič
Sergej Nikolaevič Elevič (in russo Сергей Николаевич Елевич?; Mosca, 5 ottobre 1949) è un allenatore di pallacanestro russo.

## Carriera
Ha guidato la Russia ai Campionati europei del 2003.